# Меткалф, Коннор
Коннор Меткалф (англ. Connor Metcalfe; род. 5 ноября 1999, Ньюкасл, Новый Южный Уэльс) — австралийский футболист, полузащитник клуба «Санкт-Паули» и сборной Австралии. Участник летних Олимпийских игр 2020 в Токио.

## Клубная карьера
Меткалф — воспитанник клуба «Мельбурн Сити». 14 января 2018 года в матче против «Сентрал Кост Маринерс» он дебютировал в А-Лиге. 3 ноября 2019 года в поединке против «Веллингтон Феникс» Коннор забил свой первый гол за «Мельбурн Сити». В 2021 году Меткалф стал чемпионом Австралии.
Летом 2022 года Метклаф перешёл в немецкий «Санкт-Паули». 23 июля в матче против «Ганновер 96» он дебютировал во Второй Бундеслиге. 3 сентября в поединке против «Гройтер Фюрт» Коннор забил свой первый гол за «Санкт-Паули».

## Международная карьера
В 2018 году в составе юношеской сборной Австралии Меткалф принял участие в юношеском чемпионате Азии в Индонезии. На турнире он сыграл в матче против команды Саудовской Аравии, Вьетнама и Иордана.
7 июня 2021 года в отборочном матче чемпионата мира 2022 против сборной Тайваня Меткалф дебютировал за сборную Австралию.
В 2021 году в составе олимпийской сборной Австралии Меткалф принял участие в летних Олимпийских играх 2020 в Токио. На турнире он сыграл в матчах против команд Аргентины, Испании и Египта.
В 2024 году Метклаф принял участие в Кубке Азии 2023 в Катаре. На турнире он сыграл в матчах против команд Индии, Сирии, Узбекистана, Индонезии и Южной Кореи.

## Достижения
Командные
 «Мельбурн Сити»
- Победитель A-Лиги — 2020/2021